# Heinrich Rogge (Rechtswissenschaftler)

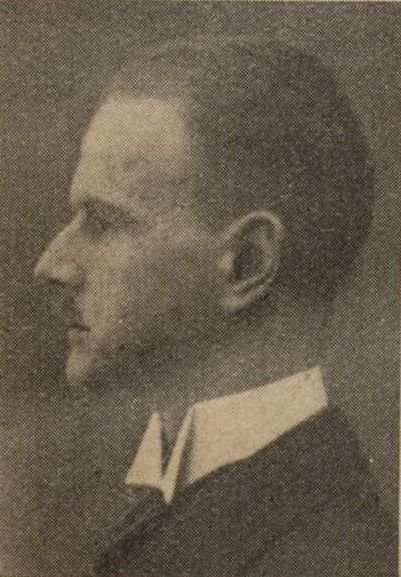
Heinrich Rogge, um 1929

Heinrich Rogge (* 19. November 1886 in Fürstenwalde/Spree; † 15. März 1966) war ein deutscher Völkerrechtler.

## Leben
Rogge wuchs in Neustettin in Pommern auf, wo sein Vater Gymnasialdirektor war. Er studierte an den Universitäten  Grenoble, München und Berlin. Rogge war Mitbegründer der Internationalen Friedensakademie, die von der Stresemannstiftung an der Berliner Hochschule für Politik eingerichtet wurde. Außerdem war Mitglied der Deutschen Volkspartei (DVP). Rogge bekam als Liberaler Probleme mit den Nationalsozialisten. 1933 verlor er zwar seinen Lehrauftrag für Völkerrecht und Rechtsphilosophie, erhielt ihn aber 1936 wieder. Rogge versuchte, seinen schlechten Ruf bei den Nationalsozialisten durch besondere Forschheit zu überdecken. Direkt nach der Wiedereinführung der Wehrpflicht 1935 veröffentlichte er einen propagandistischen Artikel in der Deutschen Juristenzeitung, in dem er das in den Verträgen von Versailles festgelegte Verbot für Deutschland, eine Wehrpflichtarmee zu besitzen, als völkerrechtswidrig kennzeichnete. Für diese übergroße Anpassung steht eine ganze Reihe von Werken zwischen 1933 und 1945. 1940 wurde er Professor in Freiburg, 1942 in Graz.

## Werke (Auswahl)
- Symbol und Schicksal. Goethes Faust und seine Weisheit als Philosophie des Entwicklungsgedankens. Kampmann & Schnabel, Prien am Chiemsee 1921 (Digitalisat).
- Der Sagenkranz von Neustettin, Bd. 1: Landschaft und Sage. Norddeutsche Presse, Neustettin 1927.[3]
- Die Kriegsschuldfrage als Rechtsproblem. In: Der Weg zur Freiheit. Halbmonatsschrift des Arbeitsausschusses Deutscher Verbände, Jg. 9 (1929), Nr. 3, S. 33–38.
- Nationale Friedenspolitik. Handbuch des Friedensproblems und seiner Wissenschaft auf der Grundlage systematischer Völkerrechtspolitik. Mit  Franz von Papen, Junker und Dünnhaupt Verlag, Berlin 1934.
- Hitlers Friedenspolitik und das Völkerrecht, Verlag Julius Abel, Berlin 1935.
- Das Revisionsproblem. Theorie der Revision als Voraussetzung einer internationalen wissenschaftlichen Aussprache über „Peaceful change of status quo“. Junker und Dünnhaupt, Berlin 1937.
- Kollektivsicherheit, Bündnispolitik, Völkerbund. Theorie der nationalen und internationalen Sicherheit, Verlag W. Stolle, Berlin 1937.[4]
- Hitlers Versuche zur Verständigung mit England. Junker und Dünnhaupt, Berlin 1940. Diese Schrift wird vom Yivo Institute for Jewish research als Nazi-Propaganda Literatur eingestuft.[5]